# Ваља луј Дарије (Васлуј)
Ваља луј Дарије (рум. Valea lui Darie) насеље је у Румунији у округу Васлуј у општини Рошиешти. Oпштина се налази на надморској висини од 207 m.

## Становништво
Према подацима из 2002. године у насељу је живело 700 становника, од којих су сви румунске националности.